# 杉坂悌二郎
杉坂 悌二郎（すぎさか ていじろう、1884年2月15日 - 1950年6月22日）は、日本海軍軍人。海軍の中国専門家。最終階級は海軍中将。

## 経歴
富山県出身。弁護士・杉坂昆明の二男として生れる。攻玉社中学校を経て、1905年11月、海軍兵学校（33期）を卒業し、1906年12月に海軍少尉任官。1912年4月から1914年3月まで、海軍大学校選科学生として東京外国語学校で中国語を学んだ。1914年4月から私費で中国に留学し北京に滞在。翌年12月、広東駐在となった。
1917年4月、「周防」分隊長に着任。「富士」分隊長、軍令部出仕（ハルビン出張）、軍令部参謀（北京駐在）などを歴任し、1921年12月に帰国した。
1922年2月、「平戸」副長となり、次いで「春日」副長を務めた。1923年3月、軍令部出仕兼第1遣外艦隊司令部付（上海駐在）となり、以後、第1遣外艦隊参謀、佐世保鎮守府出仕兼参謀（旅順駐在）、支那公使館付武官など中国関係の勤務が続いた。
1926年12月、海軍大佐に進級。1929年11月、「球磨」艦長に着任。「扶桑」「長門」の各艦長、第3艦隊司令部付（上海）、上海海軍特別陸戦隊司令官などを経て、1932年12月、海軍少将に進級。
以後、第11戦隊司令官、大湊要港部司令官を務め、1936年12月に海軍中将に昇進し軍令部出仕となる。1937年3月、予備役に編入され、同年12月、東洋拓殖顧問に就任。また、1938年9月から1942年8月まで海軍省顧問を務めた。
1947年（昭和22年）11月28日、公職追放仮指定を受けた。

## 栄典
位階
- 1907年（明治40年）2月12日 - 正八位[2]

勲章等
- 1934年（昭和9年）
  - 2月7日 - 勲二等瑞宝章[3]
  - 4月29日 - 旭日重光章・昭和六年乃至九年事変従軍記章[4]

## 親族
- 父・杉坂昆明（弁護士） - 明治法律学校中退後、明治18年に代言免許を取得、富山で代言人として活動した[5]。
- 姉・ハルエ（夫は検事の藤井健一）[6]
- 姉・秋（夫の弟に大野緑一郎）[7]
- 長男 杉坂善男（海軍大尉、戦死）